# Terrorisme en 2016
Chronologie du terrorisme
- 2012
- 2013
- 2014
- 2015
- 2016
- 2017
- 2018
- 2019
- 2020

Cet article comprend une liste non exhaustive d'attentats et attaques notables ayant eu lieu dans le monde en 2016, dans l'ordre chronologique, qu'ils aient été ou non meurtriers.

## Événements

### Janvier
- 1er janvier 2016 : Afghanistan : Un restaurant français à Kaboul est la cible d'un attentat perpétré par les talibans qui a fait deux morts dont un enfant et au moins 15 blessés[1].
- 1er janvier 2016 : Israël : Une fusillade dans un bar à Tel-Aviv fait 2 morts et au moins 10 blessés[2],[3],[4].
- 2 janvier 2016 : Inde : Une base militaire est attaquée près de la frontière avec le Pakistan, les quatre assaillants ayant tué au moins 7 personnes[5].
- 7 janvier 2016 : Libye : Une explosion près d'un centre de formation de la police a Zliten fait 65 morts et plus de 100 blessés.
- 8 janvier  : Égypte : Fusillade dans la station balnéaire d'Hurghada. Trois touristes blessés, 1 terroriste tué, l'autre blessé[6].
- 11 janvier 2016 : Irak : Prise d'otages, voiture piégée et fusillade dans un centre commercial à Bagdad faisant 12 morts et 14 blessés. L'EI revendique l'attaque. Le même jour, à Mouqdadiyah, 20 personnes sont tuées par un double attentat dans un café. Aussi le même jour, mais non revendiqués deux véhicules piégés causent 7 tués et 15 blessés à Nahraouan, et 3 morts et 98 blessés à Nabouka[7].
- 12 janvier 2016 : Turquie : Un attentat-suicide dans le centre touristique d'Istanbul fait 11 morts (tous Allemands) et au moins 15 blessés.
- 13 janvier 2016 : Turquie : un attentat à la voiture piégée devant un commissariat à Çınar fait 5 morts et 39 blessés[8].
- 14 janvier 2016 : Indonésie : un attentat à Jakarta fait au moins 6 morts.
- 15 janvier 2016 : Burkina Faso : Au moins 30 morts de 18 nationalités différentes dans un attentat à Ouagadougou dans l'hôtel Le Splendid et le restaurant Le Capuccino. AQMI revendique l'attaque.
- 17 janvier 2016 : Afghanistan : À Jalalabad, un attentat-suicide perpétré par l'État islamique tue 14 personnes. Le consulat pakistanais était visé[9].
- 19 janvier 2016 : Pakistan : Un kamikaze se fait exploser près de Peshawar et fait au moins 11 morts[9].
- 20 janvier 2016 : Pakistan : Une attaque des Talibans dans l'université  de Bachar Khan à Charsadda fait au moins 21 morts[10].
- 20 janvier 2016 : Afghanistan : Un kamikaze se fait exploser près de l'ambassade de Russie, faisant au moins 6 morts et 24 blessés[11].
- 21 janvier 2016 : Somalie : attentat à la voiture piégée et des fusillades dans un restaurant à Mogadiscio fait au moins 19 morts. L'attaque est revendiquée par les islamistes shebabs[12]
- 22 janvier 2016 : Égypte : Un attentat à la bombe au Caire fait 9 morts, dont 6 policiers. L'EI revendique l'attaque[13].
- 25 janvier 2016 : Cameroun : trois attaques sur le marché de Bodo par les islamistes de Boko Haram font 28 morts et au moins 86 blessés[14].
- 26 janvier 2016 : Syrie : Double-attentat à Homs. Au moins 22 personnes sont tuées. et 100 blessées. L'EI revendique l'attaque[15]
- 27 janvier 2016 : Nigeria : Trois kamikazes se font exploser, tuant au moins 13 personnes, dans la ville de Chibok, dans le nord-est du Nigeria[16].
- 27 janvier 2016 : Égypte : Attentat à la bombe qui a tué 4 militaires dans le Sinaï. 2 militaires sont blessés. L'EI revendique l'attaque[17].
- 29 janvier 2016 : Arabie saoudite : Un kamikaze se fait exploser dans une mosquée chiite à l'est de l'Arabie saoudite, faisant 2 morts et 7 blessés. L'EI revendique l'attaque[18].
- 29 janvier 2016 : Nigeria : Un attentat-suicide commis par un adolescent dans un marché à Gombi fait au moins 10 morts[19].
- 31 janvier 2016 : Syrie : Au moins 45 morts et près de 110 blessés dans une triple explosion à la bombe près du sanctuaire chiite de Sayeda Zeinab, au sud de Damas. L'EI revendique l'attaque[20].
- 31 janvier 2016 : Tchad : Dans la région des Grands Lacs, deux attentats-suicides commis par Boko Haram tuent 3 personnes en plus des terroristes et en blessent plus de 50 autres[21],[22]
- 31 janvier 2016 : Nigeria : Une attaque de Boko Haram fait au moins 85 morts dans un village proche de Maiduguri[23],[24].

### Février
- 6 février 2016 : Pakistan : 9 morts et 35 blessées par un kamikaze à Quetta, dans l'ouest du Pakistan[25].
- 9 février 2016 : Nigeria : Un double attentat suicide fait au moins 58 morts dans le camp de Dikwa[26].
- 17 février 2016 : Turquie : Une voiture piégée explose à Ankara, visant des militaires, et faisant au moins 38 morts et 61 blessés.
- 17 et 18 février 2016 : Soudan du Sud : Des hommes armés ouvrent le feu sur des réfugiés dans la base de l'ONU à Malakal. Il y a eu au moins 18 morts et 40 blessés[27]
- 19 février 2016 : Cameroun : Un double attentat suicide fait 22 morts et 115 blessés à Meme[28].
- 21 février 2016 : Syrie : Une série d'explosions visant les chiites à Damas font près de 134 morts et 180 blessés. L'EI revendique l'attaque.
- 21 février 2016 : Syrie : un double attentat à Homs tue 59 personnes. L'EI revendique l'attaque[29].

### Mars
- 4 mars 2016 : Yémen : Fusillade dans un hospice catholique, faisant au moins 16 morts[30].
- 13 mars 2016 : Côte d'Ivoire : Une attaque revendiquée par AQMI dans des hôtels et une plage, sur un site balnéaire fréquenté par les Occidentaux, près d'Abidjan, fait au moins 19 morts - les témoins parlant de victimes éventuellement emportées par le flots[31].
- 13 mars 2016 : Turquie : Un véhicule piégé explose sur la place Kizilay à Ankara, à 18h45 heure locale, et fait 37 morts[32]. L'attentat est revendiqué le 17 mars par les Faucons de la liberté du Kurdistan.
- 17 mars 2016 : Nigeria : Deux kamikazes se font exploser à Maiduguri dans une mosquée pendant la prière du matin faisant 25 morts et au moins 30 blessés[33].
- 19 mars 2016 : Turquie : attentat-suicide à Istanbul dans une rue commerçante, faisant au moins 4 morts et 20 blessés[34].
- 21 mars 2016 : Mali: Attaque revendiquée par le groupe Al-Mourabitoune contre le quartier général à la mission de formation militaire de l'Union européenne à Bamako, un assaillant tué et deux personnes interpellées.
- 22 mars 2016 : Belgique. Deux explosions à l'aéroport international de Bruxelles et une explosion dans la station de métro Maalbeek, entraînent 32 morts et 340 blessés.
- 25 mars 2016 : Irak: 32 morts dont 17 mineurs et 84 blessés dont 12 gravement dans un attentat suicide dans un stade de foot à Al-Asriya. L'EI revendique l'attaque.
- 27 mars 2016 : Pakistan: Un kamikaze se fait exploser à l'entrée d'un parc municipal à Lahore, capitale de la province de Pendjab à l'Est du pays et ville natale du Premier ministre pakistanais. L'attentat fait 73 morts et plus de 300 blessés. Il est revendiqué par une faction islamiste lié aux Talibans en raison des fêtes de Pâques, cet attentat ayant ciblé les chrétiens.
- 29 mars 2016 : Irak: un attentat suicide à Bagdad fait 3 morts et une dizaine de blessés[35].

### Avril
- 4 avril 2016, Irak : Au moins 22 morts et plus de 70 blessés dans un quadruple attentat-suicide à Bassora. L'EI revendique les attaques[36].
- 4 avril 2016, République du Congo : 17 morts à Brazzaville lors d'une fusillade survenue tout le long de la nuit[37].

### Mai
- 1er mai 2016, Turquie : 2 policiers morts et 22 blessés dans un attentat à la bombe devant le quartier général de la police à Gaziantep. L'attentat est attribué à un proche de l'EI[38],[39].
- 1er mai 2016, Irak : Au moins 33 morts et une cinquantaine de blessés dans un double attentat à la voiture piégée à Samawa. L'EI revendique l'attaque[40].
- 9 mai 2016, Irak : 12 morts et 40 blessés dans un attentat à la voiture piégée à Bakouba. L'EI revendique l'attaque[41].
- 9 mai 2016, Somalie : Au moins 5 morts dont 3 policiers dans un attentat à la voiture piégée à Mogadiscio[42].
- 10 mai 2016, Turquie : Au moins 3 morts et 45 blessés dans un attentat à la piégée à Diyarbakır, à majorité kurde. Un 2e attentat le même jour fait 2 morts et 5 blessés. Le PKK est soupçonné[43].
- 10 mai 2016, Afghanistan : 11 morts et 23 blessés dans un attentat à la voiture piégée dans la province de Nangarhâr, dans l'est du pays[44].
- 11 mai 2016, Irak : Au moins 94 morts dans un triple attentat à la voiture piégée à Bagdad, dont l'un vise un marché bondé, lors de la journée la plus meurtrière à Bagdad en 2016[45].
- 11 mai 2016, Yémen : Au moins 8 morts et 18 blessés dans un attentat-suicide visant un convoi militaire et le général Abdul-Rahman al-Halili[46] près de la ville d’Al-Qatan. Al-Qaïda revendique l'attaque[47].
- 13 mai 2016, Irak : 16 supporters du Real Madrid perdent la vie dans une attaque terroriste dans un café irakien[48].
- 23 mai 2016, Syrie : 148 morts dans une série d'attentats visant le régime syrien dans ses fiefs de la région côtière. L'EI revendique les attaques.
- 23 mai 2016, Yémen : 41 morts et 50 blessés dans un double attentat suicides à la ceinture d'explosif à Aden[49],[50].

### Juin
- 6 juin 2016, Jordanie : 5 agents des renseignements morts dans une attaque au nord d'Amman[51].
- 8 juin 2016, Israël : 4 morts et 7 blessés dans un attentat à l'arme à feu à Tel Aviv, perpétré par 2 palestiniens contre des civils attablés à un café[52].
- 11 juin 2016, Syrie : Au moins 20 morts dans une double attaque à l'explosif contre un lieu saint chiite d'une banlieue de Damas. L'EI revendique l'attaque[53].
- 12 juin 2016, États-Unis : 49 morts et 53 blessés dans un attentat à l'arme à feu dans une boîte de nuit gay à Orlando en Floride[54].
- 13 juin 2016, France : Un policier et sa compagne sont tués à l'arme blanche à Magnanville. Le RAID et la BRI abattent le terroriste. Le fils du couple est retrouvé vivant. L'EI revendique l'attaque[55].
- 17 juin 2016, Nigeria : 18 morts dans une attaque du village de Kuda, dans l'Adamawa. Boko Haram revendique l'attaque[56].
- 26 juin 2016, Jordanie : 7 morts dans un attentat contre l'armée à Rokbane[57].
- 27 juin 2016, Yémen : Au moins 35 morts dans un triple attentat à la bombe à Moukalla, dans le sud du Yémen[58].
- 27 juin 2016, Liban : 5 morts et 28 blessés dans huit attentats-suicides à Al-Qaa, un village chrétien situé a quelques kilomètres de la frontière syrienne[59].
- 28 juin 2016, Turquie : 44 morts et au moins 238 blessés dans un triple attentat à la bombe à l'aéroport Atatürk d'Istanbul. L'EI est soupçonné[60],[61],[62].

### Juillet
- 1er juillet 2016, Bangladesh : 22 morts dans l'attaque d'un restaurant à Dacca. L'EI revendique l'attaque[63].
- 3 juillet 2016, Irak : 324 morts et au moins 200 blessés dans un attentat suicide à la voiture piégée à Bagdad. L'EI revendique l'attaque[64].
- 4 juillet 2016, Arabie saoudite : Au moins 4 morts dans un triple attentat-suicide à Médine, Quatif et Djeddah[65].
- 5 juillet 2016, Syrie : 16 morts et 40 blessés dans un attentat-suicide dans le quartier kurde de Hassaké[66].
- 6 juillet 2016, Libye : 11 soldats libyens morts dans un attentat à la voiture piégée à Benghazi[67].
- 6 juillet 2016, Yémen : Au moins 7 soldats morts dans un attentat à la voiture piégée près d’une base militaire d'Aden[68].
- 7 juillet 2016, États-Unis : 5 policiers morts et 6 blessés par des tirs de snipers dans le centre-ville de Dallas[69].
- 8 juillet 2016, Irak : 40 morts dans l'attaque d'un mausolée chiite au nord de Bagdad. L'EI revendique l'attaque[70].
- 8 juillet 2016, Nigéria : 6 morts dans un attentat suicide contre une mosquée de Damboa, dans le nord-est du Nigeria[71].
- 10 juillet 2016, Turquie : 7 morts dont 6 soldats dans un double attentat dans le sud du pays. Le PKK est soupçonné[72].
- 12 juillet 2016, Irak : 11 morts et 32 blessés dans un attentat à la voiture piégée à Rashidiya, un quartier chiite au nord de Bagdad[73].
- 13 juillet 2016, Irak : Au moins 7 morts et 11 blessés dans un attentat à la voiture piégée à Rashidiya, près de Bagdad. Cet attentat est le 2e à toucher ce quartier chiite en l'espace de 2 jours[74].
- 14 juillet 2016, France : 86 morts et 434 blessés dans un attentat au camion-bélier à Nice lors du feu d'artifice annuel de la fête nationale française. L'EI revendique l'attaque 2 jours plus tard[75].
- 23 juillet 2016, Afghanistan : 80 morts et 231 blessés dans un attentat-suicide lors d'une manifestation à Kaboul. L'EI revendique l'attaque[76].
- 24 juillet 2016, Irak : 15 morts et 29 blessés dans un attentat-suicide dans un quartier chiite au nord de Bagdad.
- 25 juillet 2016, Irak : 13 morts et 30 blessés dans un attentat suicide à Bagdad[77].
- 25 juillet 2016, Syrie : un attentat à la voiture piégée frappe un quartier Damas, rapporte l'agence officielle Sana, faisant au moins un blessé[78].
- 26 juillet 2016, Japon : 19 morts et 45 blessés par un ancien employé dans un centre pour personnes handicapées de Sagamihara. Il est arrêté et reconnaît les faits[79].
- 26 juillet 2016, Somalie : un double attentat-suicide à la voiture piégée, près de l'aéroport de Mogadiscio et des locaux de l'ONU et l'Union africaine, fait au moins 13 morts[80].
- 26 juillet 2016, France : 2 assaillants prennent en otage 5 fidèles dans une église de Saint-Étienne-du-Rouvray. Le prêtre Jacques Hamel, 85 ans est tué, les terroristes abattus. L'EI revendique l'attaque
- 27 juillet 2016, Syrie : Au moins 70 morts et 140 blessés dans un double attentat à la bombe à Qamichli[81].
- 31 juillet 2016, Somalie : Au moins 6 morts dans un double attentat à la voiture piégée à Mogadiscio. Le groupe Al-Shabbaab revendique l'attaque[82].
- 31 juillet 2016, Afghanistan : Au moins 4 morts dans un attentat au camion piégé visant un hôtel pour étrangers à Kaboul[83].

### Août
- 1er août 2016, Irak : 323 morts dans un attentat-suicide dans le quartier chiite de Karrada, en Irak.
- 2 août 2016, Libye : Au moins 22 morts et 20 blessé dans un attentat à la voiture piégée à Benghazi[84].
- 5 août 2016, Inde : 12 morts dans une fusillade au marché de Balajan. L' attaque est attribuée au Front démocratique national de Bodoland[85].
- 8 août 2016, Pakistan : Au moins 70 morts dans un attentat-suicide devant un hôpital. L'EI et les Talibans revendiquent l'attaque[86].
- 10 août 2016, Turquie : 8 morts dans 2 attentats simultanés à Diyarbakir et Kiziltepe. Le PKK revendique l'attaque[87].
- 11 août 2016, Thaïlande : 4 morts et des dizaines de blessés dans plusieurs attentats à la bombe[88].
- 15 août 2016, Turquie : 1 enfant, 2 policiers turcs morts et 25 blessés dans un attentat à la voiture piégée visant un poste de contrôle de police sur l'autoroute près de Diyarbakir[89].
- 17 août 2016, Turquie : 3 morts et 40 blessés dont 2 policiers dans un attentat à la voiture piégée contre un commissariat de Van. L'attaque est attribuée au PKK[90].
- 20 août 2016, Turquie : Au moins 22 morts et plus de 100 blessés dans un attentat à la bombe à Gaziantep lors d'un mariage[91].
- 21 août 2016, Irak : 12 morts et 22 blessés dans un attentat-suicide dans un quartier chiite de Bagdad.
- 21 août 2016, Cameroun : Au moins 3 morts et une vingtaine de blessés dans un attentat-suicide. Boko Haram revendique l'attaque[92].
- 23 août 2016, Thaïlande : Au moins 1 mort et 29 blessés dans un attentat à la voiture piégée devant un hôtel à Pattani[93]
- 25 août 2016, Somalie : 7 morts dans un attentat commando dans un restaurant à Mogadiscio. Le groupe Al-Shabbaab revendique l'attaque[94].
- 26 août 2016, Turquie : Au moins 8 policiers morts et 45 blessés dans un attentat à la voiture piégée à Cizre.
- 29 août 2016, Yémen : Au moins 71 morts et 98 blessés dans un attentat à la voiture piégée à Aden, lors d'un rassemblement devant une École Militaire du pays. L'EI revendique l'attaque.
- 29 août 2016, Irak : Au moins 15 morts et 16 blessés dans un attentat-suicide lors d'un mariage à Bagdad.
- 30 août 2016, Somalie : Au moins 15 morts et 45 blessés dans un attentat-suicide à la voiture piégée ayant visé un hôtel très fréquenté à Mogadiscio. Le groupe Al-Shabbaab revendique l'attaque[95].

### Septembre
- 1er septembre 2016, Pakistan : Dans la matinée, un kamikaze attaque un tribunal à Mardan, dans la province pakistanaise de Khyber Pakhtunkhwa, dans le nord-ouest du pays.
- 2 septembre 2016, Pakistan : Au moins 10 morts et 40 blessés dans un attentat-suicide ayant ciblé un tribunal dans le nord-ouest du Pakistan.
- 5 septembre 2016, Afghanistan : 24 morts dans un double attentat-suicide à Kaboul.
- 10 septembre 2016, Irak : 12 morts et 40 blessés dans un double attentat à la voiture piégée à Bagdad[96].
- 11 septembre 2016, Yémen : 10 soldats morts et 14 blessés dimanche dans un attentat-suicide dans le sud du Yémen à Aden.
- 12 septembre 2016, Pakistan : Au moins 11 personnes ont été blessées mardi dans un attentat-suicide dans une mosquée à Khanpur.
- 16 septembre 2016, Pakistan : 28 morts et une trentaine de blessés dans un attentat-suicide dans une mosquée à Butmana. Les Talibans pakistanais revendiquent l'attaque[97].
- 26 septembre 2016, Turquie : 10 morts et 8 blessés dans un attentat. Le PKK revendique l'attaque[98].
- 26 septembre 2016, Turquie : 3 soldats turcs morts et 7 blessés dans un attentat à l'explosif. Le PKK revendique l'attaque[99].

### Octobre
- 9 octobre 2016, Israël : 2 morts et 5 blessés dans une attaque commise par un palestinien ouvrant le feu sur des passants à une station de tramway à Jérusalem depuis sa voiture[100].
- 15 octobre 2016, Irak : Au moins 34 morts dans un attentat à Bagdad. L'EI revendique l'attaque[101].
- 20 octobre 2016, Pakistan : Au moins 59 morts dans l'attaque d'une école de police. L'EI revendique l'attaque[102].
- 25 octobre 2016, Kenya : Au moins 12 morts dans une attaque à l'explosif. Le groupe Al-Shabbaab semble être derrière l'attentat[103].
- 29 octobre 2016, Nigeria : Au moins 9 morts dans un attentat kamikaze dans un camp de réfugiés[104].

### Novembre
- 10 novembre 2016, Afghanistan : Au moins 6 morts dans un attentat suicide au camion piégé contre le consulat allemand[105].
- 12 novembre 2016, Pakistan : Au moins 52 morts dans un attentat à la bombe contre un sanctuaire soufi[106].
- 12 novembre 2016, Afghanistan : 4 soldats morts et des dizaines de soldats blessés dans un attentat kamikaze dans une base militaire américaine[107].
- 17 novembre 2016, Irak : Au moins 16 morts dans un attentat à la voiture piégée lors d'un mariage[108].
- 21 novembre 2016, Afghanistan : Au moins 28 morts dans un attentat kamikaze dans une mosquée chiite[109].
- 24 novembre 2016, Irak : Au moins 70 morts dans une attaque au camion piégé près de Bagdad[110].
- 24 novembre 2016, Égypte : 8 soldats morts dans un attentat à la voiture piégée dans le Sinaï[111].
- 26 novembre 2016, Somalie : 7 morts dans un attentat à la voiture piégée à Mogadiscio[112].

### Décembre
- 1er décembre 2016, Irak : Deux membres des équipes d'ingénieurs ont été tués à Ramadi par des militants de l'État islamique[113].
- 1er décembre 2016, Irak : Quatre bombes ont tué deux personnes et blessé sept autres à Sha'ab, un quartier de Bagdad[114].
- 1er décembre 2016, Colombie : Une fillette de cinq ans originaire de la communauté indigène d'Embera est décédée à Chocó. Sa mère a également été blessée.
- 1er décembre 2016, Somalie : Les insurgés ont tué au moins une personne à Jalalaqsi[115].
- 1er décembre 2016, Thaïlande : Un soldat a été tué et trois autres ont été blessés mercredi dans une explosion matinale à Yala dans la majorité musulmane thaïlandaise du sud[116].
- 2 décembre 2016, Libye : À Syrte, plusieurs femmes ont commis des attentats suicides qui ont tué quatre soldats libyens et deux autres femmes. Les victimes leur avaient précédemment accordé un passage sûr pour quitter les bâtiments sous le contrôle de militants de l'État islamique[117].
- 3 décembre 2016, Syrie : Quatre hommes ont été exécutés à Deir ez-Zor par l'État islamique[118].
- 3 décembre 2016, Afghanistan : Les Taliban ont exécuté un étudiant de quatrième année de l'Université polytechnique de Kaboul dans le village de Sewaka, à 60 km de Kaboul. Faiz ul Rahman Wardak a été accusé d'avoir été impliqué dans l'assassinat d'un agent de renseignement taliban, le mollah Mirwais, et a été pendu pour cette accusation[119].
- 3 décembre 2016, Inde : Deux soldats ont été tués et huit autres blessés dans l'Arunachal Pradesh, lorsqu'un groupe de militants a ouvert le feu.
- 3 décembre 2016, Irak : Au moins 24 personnes ont été tuées dans une attaque par le groupe militant de l'État islamique dans la ville irakienne de Mossoul[120].
- 10 décembre 2016, Turquie : Au moins 44 morts et 155 blessés dans un double attentat à la bombe dans le centre d'Istanbul. Le PKK revendique l'attaque le lendemain[121].
- 11 décembre 2016, Égypte : Au moins 26 morts dans un attentat à la bombe dans une cathédrale du Caire. L'EI revendique l'attaque 2 jours après[122].
- 11 décembre 2016, Somalie : Au moins 29 morts dans un attentat au camion piégé près du port de Mogadiscio. Le groupe Al-Shabbaab revendique l'attaque[123].
- 18 décembre 2016, Jordanie : 10 morts et une trentaine de blessés dans un attentat dans le site touristique de Karak. L'EI revendique l'attaque[124].
- 19 décembre 2016, Turquie : Attaque armée contre l’ambassadeur russe, Andreï Karlov, tué à Ankara. 3 blessés. Le tueur est Mevlüt Mert Altintas, sympathisant de l'EI[125].
- 19 décembre 2016, Allemagne : 12 morts et 48 blessés dans un attentat. Un camion fonce dans un marché de noël à Berlin. Un homme décédé est retrouvé siège passager. Le conducteur présumé prend la fuite. Il est abattu 4 jours plus tard, à un contrôle de police, après avoir ouvert le feu sur les forces de l'ordre, à Milan. Il s'agit de Anis Amri, un Tunisien radicalisé. L'EI revendique l'attentat le lendemain[126].
- 20 décembre 2016, Turquie : 14 soldats turcs morts et 55 blessés dans un attentat à la voiture piégée à Kayseri. Le groupe Faucons de la liberté du Kurdistan proche du PKK revendique l'attaque[127].
- 20 décembre 2016, Irak : Au moins 7 morts dans un double attentat à la bombe à Koy Sanjaq[128].
- 22 décembre 2016, Irak : Au moins 23 morts dans un triple attentat à la voiture piégée dans un marché de Mossoul. L'EI revendique l'attaque[129].
- 31 décembre 2016, Irak : 27 morts et 53 blessés dans un double kamikaze à la bombe dans un marché de Bagdad. L'EI revendique l'attaque[130].